# Lowest Usable Frequency
Die Lowest Usable Frequency (LUF) ist die niedrigste, gerade noch nutzbare Frequenz im Kurzwellenbereich bei Raumwellenausbreitung, bei der die Feldstärke am Empfangsort ausreichend stark ist, um für ein bestimmtes Zeitintervall an 90 % der ionosphärisch ungestörten Tage eines Monats ein ausreichendes Signal-Rausch-Verhältnis zu gewährleisten. Wird diese Frequenz unterschritten, wird das Signal in den unteren Ionosphärenschichten zu stark gedämpft und kann an der Ionosphäre nicht mehr reflektiert werden.
Die ionosphärische Dämpfung ist von der Elektronendichte abhängig. Somit ändert sich die LUF in Abhängigkeit von der Tages- und Jahreszeit. Weiterhin hat die Sonnenaktivität einen dominierenden Einfluss auf die Elektronendichte.